# Cirsonella reflecta
Cirsonella reflecta is een slakkensoort uit de familie van de Skeneidae. De wetenschappelijke naam van de soort is voor het eerst geldig gepubliceerd in 1954 door Laseron.